# Средиземноморский болид (2002)
Взрыв астероида над Средиземным морем произошёл 6 июня 2002 года. Данное событие представляло собой метеоритный взрыв в небе над Средиземным морем в точке 34° северной широты и 21° восточной долготы между побережьем Ливии и греческим островом Крит.
По оценкам сейсмографических станций, мощность взрыва составила 26 килотонн тротила, что приблизительно равно мощности двух бомб из Хиросимы или же небольшой современной ядерной бомбе.
Незамеченный астероидный объект диаметром примерно 5—10 метров взорвался над морем, поэтому ни его частицы, ни кратер обнаружены не были.
Взрыв произошёл во время очередного противостояния между Пакистаном и Индией и рассматривался как одна из случайностей, которые могли потенциально привести к обмену ядерными ударами, что вызвало беспокойство по всему миру. Противостояние завершилось через четыре дня после падения метеорита.